# Anorgasmi
Anorgasmi är en form av orgastisk dysfunktion som innebär en psykogen oförmåga eller svårighet att få orgasm, trots sexuell stimuli. Såväl män som kvinnor kan drabbas av anorgasmi. Cirka 10 till 15 procent av alla kvinnor har aldrig någonsin fått en orgasm. För att få en orgasm behöver en persons kropp och hjärna arbeta tillsammans på ett sätt som är komplext, annars kan en orgasm inte inträffa.
Möjliga orsaker kan exempelvis vara stress, ångest, depression, trötthet, eller problem i förhållandet. Svårigheterna eller en oförmågan att få orgasm kan bland annat även bero på: våldtäkt eller sexuell misshandel, sexuell tristess samt negativa tankar om sex. De kan även bero på att det känns pinsamt att be om den typ av sexuella stimulans som fungerar bäst. Anorgasmi kan också uppkomma sekundärt, som biverkning av läkemedel eller fysiska sjukdomar. Vaginal torrhet, hjärtproblem och hormonförändringar är några exempel på fysiologiska tillstånd som kan leda till anorgasmi.